# 점박이 한반도의 공룡2: 새로운 낙원
《점박이 한반도의 공룡2: 새로운 낙원》은 2018년 12월 25일 개봉한 대한민국의 모험, 애니메이션 영화이다.
 한상호가 감독을 한상호와 장윤미가 각본을 맡았다.
 대한민국에서 2018년 12월 25일에 개봉되었다.

## 줄거리
백악기를 지배한 공룡의 제왕 ‘점박이’의 새로운 모험이 시작된다!

8천만 년 전 백악기 최후의 재난 이후, 모든 가족을 잃고 둘만 남게 된 공룡의 제왕 타르보사우르스 ‘점박이’와 그의 아들 ‘막내’

아빠 ‘점박이’와 달리 겁이 많고 소심한 ‘막내’는 다른 공룡들의 놀림감이 되기 일쑤다.

어느 날, ‘막내’가 최악의 악당 데이노니쿠스 3인방에게 붙잡혀 사라지고, ‘점박이’는 ‘막내’의 흔적을 찾기 위해 새로운 모험을 시작한다. 그러던 중 사라진 딸을 찾는 ‘송곳니’, 넉살 좋은 초식공룡 ‘싸이’를 만나 아이들을 구하기 위해 힘을 합치기로 한 ‘점박이’는 병풍 바위와 활화산 지대, 끝이 보이지 않는 사막과 협곡을 지나는 모험 끝에 드디어 아들 ‘막내’에 대한 단서를 찾게 된다.

하지만 그들 앞에 상상을 초월하는 초강력 돌연변이 공룡이 나타나는데…

과연 ‘점박이’는 ‘막내’를 구하고 새로운 낙원에 도착할 수 있을까?

## 출연진
- 박희순 - 점박이 목소리 역
- 라미란 - 송곳니 목소리 역
- 김성균 - 싸이 목소리 역
- 송욱경 - 똘똘이 목소리 역
- 이봉균 - 얼빵이, 카르노 보스 목소리 역
- 이수혁 - 막내 목소리 역
- 김소은 - 파랑 목소리 역
- 박중금 - 깜빡이 목소리 역
- 연지원 - 엣치 목소리 역
- 라윤찬 - 칼 목소리 역
- 문장빈 - 발톱 목소리 역
- 김흥래 - 돌연변이 목소리 역
- 장유화 - 꽃순이 목소리 역
- 김응수 - 듕가 목소리 역(우정출연)

## 스탭
각본
한상호(각본), 장윤미(각본), 한상호(각색), 한상호(원안)

제작 및 투자
최병환(제작총괄), 박준경(투자총괄), 남선숙(투자총괄), 이지수(투자총괄), 손석인(투자총괄), 정명(투자총괄), 유진현(프로듀서), 고윤수(프로듀서), 배진숙(프로듀서), 김호(프로듀서)

김형우(제작실장), 이창훈(제작), 조자기(제작지원), 정동철(제작회계), 이정은(제작회계), 송아름(투자지원), 엄현주(투자지원), 함진(투자지원), 배하나(투자지원), 장연실(투자지원)

남세현(투자지원), 유형석(투자진행), 안소희(투자진행), 김수연(투자책임), Xu you jiang(투자책임), 노재승(투자책임), 허수영(투자책임)

김우택(공동투자), 최혜경(공동투자), Hui man kit(공동투자), 이재우(공동투자), 이황상(공동투자), 김세현(공동투자), 박기일(공동투자)

기획
이창훈(기획)

촬영
김용(촬영부), 동금휘(촬영부), 김용성(촬영부), 정요한(촬영부), 조형민(촬영부), 유상식(촬영부), 박경원(촬영부), 우경진(촬영부), 김구영(촬영), 변상진(촬영), 홍명수(조명), 조상원(조명), 한규석(조명부)

연출
정한비치(조감독), 최진솔(조감독), 엄진(조감독)

음향
임병우(음향), 최완규(음향효과), 정성권(음향효과), 이승엽(사운드), 김영록(사운드), 이재영(사운드디자인), 양혜진(사운드디자인), 조윤희(사운드디자인)

음악
김동욱(음악), 이기현(음악지원), 최윤정(음악지원), 이준석(음악지원), 김솔(음악지원), 강현수(음악지원), Richard Hein(음악지원), Lucie Svehlova(음악지원)

Vitek Kral(음악지원), 스탠야 보마코바 Stanja Vomackova(음악지원), Tomas Horakova(음악지원), 제임스 피츠패트릭 James Fitzpatrick(음악지원), 동민호(음악지원)

김한구(음악지원), 정호진(음악지원), 박선영(음악지원), 김동욱(작곡), 채민주(작곡), 임보미(작곡), 이지연(노래), 조찬영(노래)

프로덕션 디자인
함정석(배경디자인)

특수효과
배완(시각효과), 신창우(시각효과), 김성수(시각효과), 이다영(시각효과), 나혜련(시각효과), 이정민(시각효과), 김현섭(시각효과), 양희성(시각효과), 권영우(시각효과)

김일태(시각효과), 김승연(시각효과), 박원기(시각효과), 손경수(시각효과), 조장래(시각효과), 강대연(시각효과), 박보라(시각효과), 조관우(시각효과), 이혜진(시각효과)

노소영(시각효과), 유정완(시각효과), 권지우(시각효과), 박예은(시각효과), 안현희(시각효과), 유영훈(시각효과), 김민정(시각효과), 김민주(시각효과), 김지은(시각효과)

김나래(시각효과), 윤이나(시각효과), 전누리(시각효과), 박성배(시각효과), 권영준(시각효과), 주명훈(시각효과), 백상훈(시각효과), 김병래(시각효과), 김석중(시각효과)

김경모(시각효과), 박시환(시각효과), 윤형구(시각효과), 민준호(시각효과), 김교식(시각효과), 문택원(시각효과), 박선정(시각효과), 송은경(시각효과), 박미지(시각효과)

양안우(시각효과), 박철홍(시각효과), 이상화(시각효과), 한연지(시각효과), 장효선(시각효과), 박상환(시각효과), 전소미(시각효과), 김종희(시각효과), 이우만(시각효과)

이동건(시각효과), 김성운(시각효과), 강동우(시각효과), 정다운(시각효과), 정승환(시각효과), 박승인(시각효과), 최형일(시각효과), 정동성(시각효과), 서여진(시각효과)

금잔디(시각효과), 이수진(시각효과), 이명숙(시각효과), 강경구(시각효과), 남현욱(시각효과), 강우균(시각효과), 김기빈(시각효과), 노유승(시각효과), 서현경(시각효과)

조지혜(시각효과), 최준하(시각효과), 최혜정(시각효과), 강민영(시각효과), 허문(시각효과), 이금일(시각효과), 오주환(시각효과), 장윤영(시각효과), 박성대(시각효과)

유해미(시각효과), 문정식(시각효과), 오지연(시각효과), 김예진(시각효과), 김미정(시각효과), 박병민(시각효과), 박은정(시각효과), 명정희(시각효과), 서정아(시각효과)

김슬지(시각효과), 한상옥(시각효과), 정병원(시각효과), LE HUYNH BAO PHUONG(시각효과), NGUYEN LE THAO NHI(시각효과), NGUYEN THI MAI TRAM(시각효과)

NGUYEN MINH THANH(시각효과), NGUYEN MANH HUNG(시각효과), NGUYEN NGOC YEN NHI(시각효과), HOANG HONG VAN(시각효과), VO TAN TIEN(시각효과), TRAN TRUNG TUYEN(시각효과)

TRAN HUU DAT(시각효과), PHAN TRAN PHUC VINH(시각효과), VO THI THAO VY(시각효과), NGUYEN CAO QUANG(시각효과), NGUYEN THI VIET LINH(시각효과), TRAN NGOC OANH(시각효과)

NGUYEN THU HA(시각효과), 김남식(시각효과), 정훈(시각효과), 김대왕(시각효과), 최수진(시각효과), 김도연(시각효과), 안재곤(시각효과), 정재훈(시각효과), 한문성(시각효과)

류건희 Gunhee Ryu(시각효과), 이현창(시각효과), 나가혜(시각효과), 전지은(시각효과), 김재빈(시각효과), 장현희(시각효과), 주우람(시각효과), 서지현(시각효과), 양정모(시각효과)

박수연(시각효과), 유지연(시각효과), 정주호(시각효과), 이재복(시각효과), 천영문(시각효과), 최순일(시각효과), 이관희(시각효과), 신경득(시각효과), 신은경(시각효과), 한신근(시각효과)

조은원(시각효과), 설권(시각효과), 김근태(시각효과), 김지수(시각효과), 민현식(시각효과), 채민기(시각효과), 지승환(시각효과), 정비호(시각효과), 김대왕(시각효과), 김은영(시각효과)

유혜진(시각효과), 신동우(시각효과), 원동혁(시각효과), 정미진(시각효과), 장윤호(시각효과), 양진모(시각효과), 양나은(시각효과), 이현주(시각효과), 이예솔(시각효과), 김상열(시각효과)

김수진(시각효과), 이대운(시각효과), 선솔(시각효과), 이용진(시각효과), 권민재(시각효과), 김성일(시각효과), 김수연(시각효과), 문인식(시각효과), 이현우(시각효과), 박시우(시각효과)

이진주(시각효과), 이선영(시각효과), 강주열(시각효과), 안준범(시각효과), 주영문(시각효과), 송정연(시각효과), 왕연문(시각효과), 방주혜(시각효과), 이상민(시각효과), 김정희(시각효과)

신동진(시각효과), 허양우(시각효과), 신후평(시각효과), 정다희(시각효과), 송효선(시각효과), 김혜연(시각효과), 박성현(시각효과), 이은지(시각효과), 변대영(시각효과), 이충훈(시각효과)

강경한(시각효과), 강의현(시각효과), 노인식(시각효과), 정주호(시각효과), 최재식(시각효과), 이대철(시각효과), 이상윤(시각효과), 김지현(시각효과), 신선영(시각효과), 이수연(시각효과)

김규일(시각효과), 정덕문(시각효과), 류태관(시각효과), 정승모(시각효과), 이승호(시각효과), 동은철(시각효과), 최민우(시각효과), 선동균(시각효과), 김영준(시각효과), 석보라(시각효과)

김규선(시각효과), 구자정(시각효과), 오흥재(시각효과), 장민희(시각효과), 채백호(시각효과), 조규상(시각효과), 성필문(시각효과), 성영석(시각효과), 이준희(시각효과), 조덕진(시각효과)

이동훈(시각효과), 최지훈(시각효과), 이수영(시각효과), 선예선(시각효과), 최성재(시각효과), 이건우(시각효과), 민병채(시각효과), 임재희(시각효과), 구유연(시각효과), 허준석(시각효과)

김경진(시각효과), 심인섭(시각효과), 정선영(시각효과), 김영은(시각효과), 김황식(시각효과), 이수정(시각효과), 김은희(시각효과), 김영하(시각효과), 나은호(시각효과), 김황식(시각효과)

손남기(시각효과), 신재범(시각효과), 임현정(시각효과), 김영하(시각효과), 나은호(시각효과), 백인칠(시각효과), 서보창(타이틀)

편집
황은주(편집보), 김선민(편집)

홍보
명성남(마케팅), 엄진(마케팅), 김정호(마케팅), 장종호(마케팅), 이경희(마케팅), 박태규(마케팅), 이하늘(마케팅), 박세미(마케팅), 배광호(광고디자인), 차소희(광고디자인), 서기웅(광고디자인)

애니메이션
윤제민(애니메이션감독), 윤제민(애니메이션감독), 허진철(애니메이션감독), 김단욱(애니메이션), 박부근(애니메이션), 김연주(애니메이션), 정창용(애니메이션), 김드림(애니메이션), 김현찬(애니메이션)

윤호근(애니메이션), 김정달(애니메이션), 김현지(애니메이션), 유동식(애니메이션), 김미례(애니메이션), 김아란(애니메이션), 윤미원(애니메이션), 송정민(애니메이션), 최지호(애니메이션)

임규배(애니메이션), 임은지(애니메이션), 이기훈(애니메이션), 조현철(애니메이션), 이동석(애니메이션), 박재석(애니메이션), 최현지(애니메이션), 최아름(애니메이션), 변홍준(애니메이션)

김용히(애니메이션), 송창호(애니메이션), 박정현(애니메이션), 변홍준(애니메이션), 김용히(애니메이션), 송창호(애니메이션), 박윤정(애니메이션), 양일석(애니메이션), 홍성현(애니메이션)

김재민(캐릭터디자인), 홍경님(캐릭터디자인)

기타
정석진(사업관리), 황명진(기획이사), 최진실(재무), 정지혁 JUNG Ji-hyuck(윤색), 김창후(윤색), 정지연(중국 사업관리), 김지선(프로젝트 매니저), 김민지(프로젝트 매니저)

방준성(프로젝트 매니저), 염정민(프로젝트 매니저), 김흥래(연긱감독), 정재욱(스토리보드), 김성원(스토리보드), 차주한(스토리보드), 정수련(스토리보드), 전누리(스토리보드)

장동은(스토리보드), 박성대(환경슈퍼바이저), 유해미(환경슈퍼바이저), 강진모(스크린X 매니저), 최용승(스크린X 감독), 오윤동(스크린X 프로듀서), 박지인(스크린X 프로듀서)

Paul Hyo Kim(스크린X 스튜디오), 얀밍(스크린X 스튜디오), 김세권(스크린X 스튜디오), 송의석(스크린X 스튜디오), 신재훈(스크린X 스튜디오), 박세영(스크린X 스튜디오)

문해성(스크린X 스튜디오), 박혜림(스크린X 스튜디오), 박재현(스크린X 스튜디오), 배지혜(스크린X 스튜디오), 손정우(스크린X 스튜디오), 양준석(스크린X마케팅), 우혜연(스크린X마케팅)

박영미(스크린X마케팅), 장근환(스크린X마케팅), 전영랑(스크린X마케팅), 박기수(스크린X R&D), 이두희(스크린X R&D), 최동호(스크린X R&D), 고해정(스크린X R&D), 이명선(스크린X R&D)

박태욱(스크린X R&D), 장경윤(스크린X R&D), 김대희(스크린X 사업), 정선희(스크린X 사업), 이지호(스크린X 사업), 양동훈(스크린X 사업), 이가희(스크린X 사업), 방준식(스크린X 사업)

육지혜(스크린X 사업), 이광(로케이션매니저), 김용일(로케이션매니저), 강해산(로케이션매니저), 임석태(항공촬영), 김병국(스튜디오), 이혜민(디지털색보정), 이성학(디지털색보정)

현상필(디지털색보정), 김순재(디지털색보정), 옥임식(디지털색보정), 이혜민(디지털색보정), 안진우(디지털색보정), 최인선(디지털색보정), 지연주(디지털색보정), 김승원(디지털색보정)

이정훈(디지털색보정), 유영현(디지털색보정), 김희철(디지털색보정), 유선화(디지털색보정), 이슬아(디지털색보정), 최수아(디지털색보정), 차서린(디지털색보정), 김남영(디지털색보정)

이승훈(디지털색보정), 최진숙(디지털색보정), 김진아(디지털색보정), 강혜지(디지털색보정), 김예진(디지털색보정), 정한수(디지털색보정), 박철호(디지털색보정), 문현수(디지털색보정)

조하나(디지털색보정), 권솔지(디지털색보정), 홍동원(디지털색보정), 문지현(디지털색보정), 민수진(디지털색보정), 김명재(디지털색보정), 김아름(디지털색보정), 심성용(디지털색보정)

김유리나(디지털색보정), 이명진(국내마케팅책임), 전용욱(국내배급책임), 양지혜(홍보책임), 최은영(국내마케팅진행), 조성진(국내마케팅진행), 위주경(국내배급진행), 류상헌(국내배급진행)

김우근(국내배급진행), 김민선(국내배급진행), 명수빈(국내배급진행), 최희준(홍보진행), 임성록(홍보진행), 김선아(홍보진행), 임재환(투자회계총괄), 김성태(투자회계책임)

유지수(투자회계진행), 이상호(투자회계진행), 양호정(투자회계진행), 서가영(투자회계진행), 김혜란(투자회계진행), 한태문(투자회계지원), 곽정미(투자회계지원), 김찬영(투자회계지원)

김경은(투자회계지원), 송경진(투자회계지원), 조은솔(투자회계지원), 조혜윰(투자회계지원), 강현정(투자회계지원), 홍연지(투자회계지원), 장철희(전략기획책임), 박성수(전략기획진행)

조수진(전략기획진행), 류시진(경영지원), 김지웅(경영지원), 노상복(경영지원), 진경선(경영지원), 김정아(경영지원), 최지영(경영지원), 이선근(경영지원), 김재환(경영지원)

하명수(경영지원), 조구현(경영지원), 신재문(경영지원), 오동규(경영지원), 최유지(경영지원), 김윤지(경영지원), 정윤희(경영지원), 조유진(경영지원), 김영심(마케팅홍보)

박민(마케팅홍보), 김소진(마케팅홍보), 조우리(마케팅홍보), 전민경(마케팅홍보), 최희수(마케팅홍보), 김예진(마케팅홍보), 김호진(온라인마케팅), 조윤서(온라인마케팅)

김보라(온라인마케팅), 이정일(온라인마케팅), 노경완(온라인마케팅), 우세현(온라인마케팅), 최진희(온라인디자인), 이강희(온라인디자인), 이동근(예고편), 이창준 LEE Chang-joon(예고편)

장유리(예고편), 시광수(예고편), 김수환(예고편), 김정은(예고편), 나상인(예고편사운드), 길덕(광고 대행), 서정우(광고 대행), 이재효(광고 대행), 김준희(광고 대행)

이원혁(광고 대행), 서정인(인쇄), 우해정(인쇄), 박상준(인쇄), 유진아(인쇄), 유현아(인쇄), 박수야(인쇄), 윤성민(공동투자진행), 유승현(공동투자진행)

Hui hung yuen(공동투자진행), 최재원(공동투자진행), 허규범(공동투자진행), 오정근(공동투자진행), 성민(공동투자진행), 이경(공동투자지원), 최현민(공동투자지원), 박수아(공동투자지원)

김윤하(공동투자지원), 김태성(캐스팅지원), 엄상현(성우), 정혜원(성우), 윤성민(사업), 유승현(사업), 태해진(사업), 정성욱(편성/운영), 최충인(법률자문), 김기정(법률자문)

이기호(회계자문), 이진성(매니저부문), 김종훈(매니저부문), 이동욱(매니저부문), 박수인(매니저부문), 최현철(매니저부문), 이성준(매니저부문), 채우진(매니저부문), 류희조(매니저부문)

문정현(매니저부문), 이현진(매니저부문), 강동미(매니저부문), 송형연(매니저부문), 백창주(매니저부문), 김영삼(매니저부문), 이나라(매니저부문), 박인규(매니저부문)

김선영(매니저부문), 황홍(번역), 이애린(번역)

## 같이 보기
- 점박이: 한반도의 공룡